# Гайні Тома
Гайні Тома (16 жовтня 1900 — 16 жовтня 1982) — швейцарський академічний веслувальник.
Бронзовий призер Олімпійських Ігор 1924 року в складі парної двійки.
Чемпіон Європи 1921 (вісімки), 1923, 1924 років у складі парної двійки.